# Ars subtilior

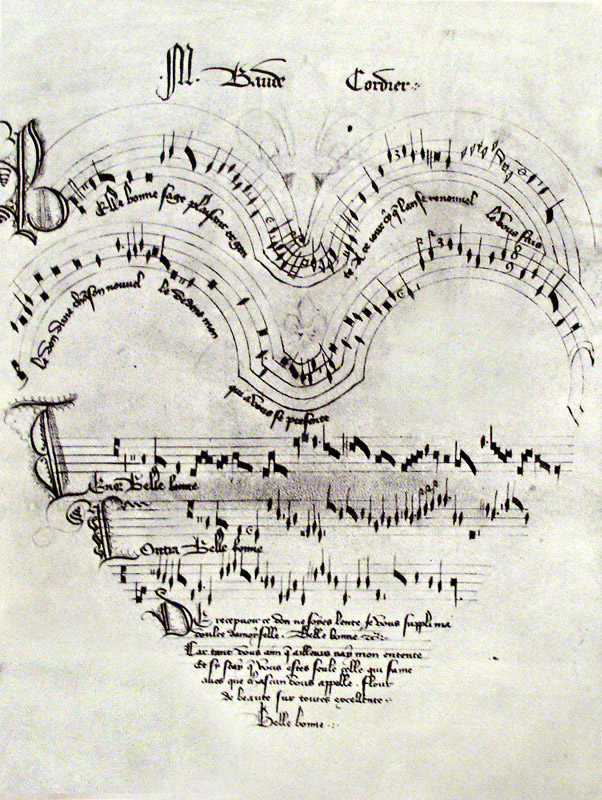
Notation en forme de cœur du rondeau Belle, bonne, sage de Baude Cordier.

L'ars subtilior (art plus subtil) est un style de la musique du Moyen Âge de la fin du XIVe siècle et du début du XVe siècle, située entre l'ars nova et l'école franco-flamande.

## Histoire
La locution ars subtilior a été inventée en 1963 par la musicologue Ursula Günther (en), pour définir une évolution de l'ars nova apparue après la mort de Guillaume de Machaut (1377), dont la principale caractéristique était son extrême raffinement et sa complexité rythmique et polyphonique. C'est en France et en Italie que cette musique est apparue, on en trouve des exemples à la cour du duc Jean de Berry, de Gaston Fébus et de Janus de Lusignan à Chypre, ainsi qu'à la cour des papes d'Avignon et à la cour des ducs de Visconti à Pavie. Pour l'essentiel, ces œuvres sont conservées dans les manuscrits de Modène et de Chantilly.

## Formes

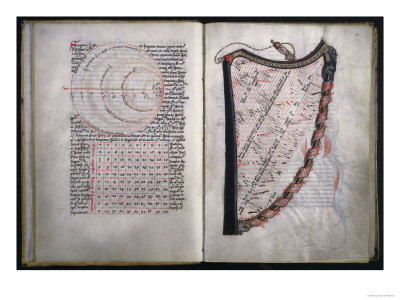
La Harpe de mélodie de Jacob Senleches (manuscrit aujourd'hui à Chicago, Newberry Library, US-Cn54.1).

L'ars subtilior reprend les mêmes formes que l'ars nova : on y trouve des ballades, des madrigaux, des rondeaux, des virelais, des motets isorythmiques, des parties polyphoniques de messes. Les musiciens de l'époque arrangeaient aussi les œuvres de l'ars nova en les rendant plus complexes, dans un style maniéré, riches en artifice et perfection technique. La difficulté d'écriture et d'interprétation réservait l'usage de ces pièces à des chanteurs professionnels et un public de connaisseurs.
On trouve également des pièces instrumentales d'après Guillaume de Machaut et Francesco Landini qui sont conservées dans le Codex Faenza, qui est l'un des premiers témoignages de musiques écrites pour un instrument à clavier.

## Notation
Certaines expérimentations rappellent celles du style d'avant-garde du XXe siècle. Le canon perpétuel Tout par compas de Baude Cordier est noté sur une portée circulaire. La pièce de Jacob Senleches La Harpe de mélodie est écrite en forme de harpe, dans un des manuscrits.
Les notes colorées en rouge signalent une réduction d'un tiers de leur valeur, procédé déjà présent dans les compositions de l'Ars nova.

## Représentants
Les principaux compositeurs de ce courant musical sont :
- Antonello da Caserta (actif vers 1400)
- Philippus de Caserta (vers 1350 - vers 1435)
- Baude Cordier (actif vers 1400)
- Jacob Senleches (actif entre 1378 - 1395)
- Jehan Vaillant (actif entre 1360-1390)
- Johan Robert dit Trebor (actif vers la fin du XIVe siècle)
- Johannes Ciconia « de Liège » (vers 1370 - 1412)
- Johannes Cuvelier (actif entre 1372-1387)
- Jehan Simon Hasprois (mort en 1428)
- Matteo da Perugia (actif 1400-1416 ; mort en 1418 ?)
- Antonio Zacara da Teramo (né 1350-1360; mort 1413-1416)
- Paolo da Firenze (vers 1355 - après 1436)
- Solage (actif entre 1370 - 1390)
- Martinus Fabri
- Matheus de Sancto Johanne
- Guido de Lange
- Egidius de Murino
- Egidius (peut-être la même personne qu'Egidius de Murino)
- Galiot
- Egardus
- Petrus de Goscalch
- Gacian Reyneau
- Rodericus (noté S. Uciredor dans le manuscrit de Chantilly)[3]
- Johannes Susay
- Des compositeurs anonymes de la cour du roi Janus de Chypre.

## Manuscrits
Les œuvres de l'ars subtilior sont conservées dans les manuscrits suivants :
Principaux
- Codex Chantilly (Musée Condé), contient 112 pièces, dont les très célèbres pièces de Baude Cordier Belle bonne sage et Tout par compas.
- Codex Modena ou Modena B (Biblioteca Estense e Universitaria, Modène), copié vers 1410, il contient une centaine de pièces.
- Codex Reina (Bibliothèque nationale de France)

Autres
- Codex Faenza (Biblioteca Communale, Faenza)
- Manuscrit Mancini (Archivo dello Stato, Lucques, Toscane)
- Manuscrit de Londres (British Library, Londres)
- Manuscrit d'Apt (Bibliothèque Municipale d'Apt)
- Manuscrit de Séville (Biblioteca Colombina, Séville)
- Manuscrit de Chypre (Biblioteca Nazionale Universitaria, Turin, Torino J.II.9)[4], contient 302 pièces[5] dont 228 pièces polyphoniques (1413-1420).

## Discographie
- Medieval Ensemble of London, Ce diabolic chant (L'Oiseau Lyre, 1983).
- Ensemble Organum, Codex Chantilly (Harmonia Mundi, 1986).
- Ensemble Project Ars Nova, Ars Magis Subtiliter (New Albion, 1987).
- Huelgas Ensemble, Febus Avant! Musique à la cour de Gaston Febus (Sony Classical, 1992).
- Mala Punica, Ars Subtilis Ytalica Polyphonie pseudo-Française en Italie (Arcana, 1993).
- Huelgas Ensemble, Musique de la cour du roi Janus à Nicosie (Sony Classical, 1994).
- Ferrara Ensemble, Fleurs de vertus, chansons subtiles de la fin du XIVe siècle (Arcana, 1996).
- Ferrara Ensemble, En doulz chastel de Pavie (Harmonia Mundi, 1997).
- Alla francesca, Beauté parfaite, l'automne du Moyen Âge (Opus 111, 1997).
- Capilla flamenca, Zodiac (Eufoda, 2004).